# Dianne Desira
Dianne Kellas, connue aussi sous son nom de naissance de Dianne Desira, née le 1er décembre 1981 à Melbourne, est une joueuse professionnelle de squash représentant l'Australie et Malte. Elle atteint en juillet 2004 la 34e place mondiale, son meilleur classement.

## Biographie
Dianne Desira joue sur le WSA World Tour de 2000 à 2011 et  remporte trois titres sur un total de neuf finales. Elle participe aux championnats du monde par équipes en 2006 avec l'équipe nationale australienne. Elle participe au tableau principal du Championnat du monde 2005 et perd contre Omneya Abdel Kawy au premier tour. De 2003 à 2005, elle a été vice-championne d'Australie trois fois de suite. 
En 2018, elle représente Malte aux Jeux du Commonwealth de 2018. Déjà en 2003 et 2011, elle remporte l'or pour Malte aux Jeux des petits États d'Europe en simple et par équipes.

## Palmarès

### Finales
- Open d'Australie : 2006
- Championnats d'Australie : 3 finales (2003-2005)